# Surinam-Clownfrosch
Der Surinam-Clownfrosch (Dendropsophus leucophyllatus) zählt zur Gattung der Clownfrösche innerhalb der Familie der Laubfrösche (Hylidae). Sein Lebensraum sind subtropische und tropische Regenwälder und Sümpfe in Südamerika.

## Merkmale
Die Weibchen des Surinam-Clownfroschs erreichen eine Kopf-Rumpf-Länge von rund vier bis fünf Zentimetern, die Männchen bleiben mit rund drei bis vier Zentimetern etwas kleiner. Der Laubfrosch hat eine graubraune bis dunkelbraune Grundfärbung mit gelben bis weißen Bändern und Flecken auf Rücken und Gliedmaßen. Die Bänder erstrecken sich auf beiden Seiten über den Rücken bis zur Schnauze. Im Bereich des Steißes und auf der Oberseite der Schnauze sind sie verschmolzen oder bilden breite Flecken. Auf der Oberseite der Gliedmaßen sind sie meist durch die Grundfärbung unterbrochen und erscheinen als längliche Flecken. Die Flanken zeigen manchmal eine streifenförmige orangerote Färbung, die sich an der Unterseite der Arme und Beine bis zu den Fingern und Zehen fortsetzt. Die Bauchseite zeigt eine kräftige orange Färbung.
Die Augen sind groß  und rund, die Iris ist bronzefarben.

## Verbreitung
Der Surinam-Clownfrosch kommt nicht nur in Surinam vor, sondern auch in den angrenzenden Staaten Französisch-Guayana, Guyana, Brasilien und wahrscheinlich in Venezuela. Vorkommen in Bolivien, Kolumbien, Ecuador und Peru gehören anderen Arten der Clownfrösche an.

## Lebensraum und Lebensweise
Der Lebensraum des Surinam-Clownfroschs sind subtropische und tropische Regenwälder und Sümpfe. Er ist nachtaktiv, tagsüber versteckt sich das Tier mit angelegten Beinen gut getarnt auf Blättern, nachts jagt er verschiedene Insekten, die im Sprung erbeutet werden. Dabei helfen ihm Spektralfilter in den Linsen seiner Augen, die besonders die kurzen Wellenlängen des Lichts wie die Ultraviolettstrahlung ausfiltern. Damit erreichen sie eine verbesserte visuelle Auflösung in der Dämmerung und in der Nacht.
In Gefangenschaft kann der Surinam-Clownfrosch ein Alter von etwa 4 Jahren erreichen.

## Fortpflanzung
Zur Paarung kurz nach Beginn der Regenzeit umklammert das Männchen ein Weibchen mehrere Tage, bevor die Eiablage stattfindet. Nach der Paarung legt das Weibchen über 500 Eier auf Blätter, die über einem Gewässer hängen. Die Kaulquappen tropfen vom Blatt in das Wasser und entwickeln sich dort bis zum adulten Frosch.

## Synonyme
Frühere Bezeichnungen waren:
- Hyla bufoides Meuschen, 1781
- Rana leucophyllata Beireis, 1783
- Hyla leucophylla Gmelin, 1789
- Rana variegata Bonnaterre, 1789
- Hyla frontalis Daudin, 1800
- Hyla favosa Cope, 1885
- Hyla leucophyllata Beireis, 1783